# Samm Levine
Pour les articles homonymes, voir Levine.
Samm Levine est un acteur américain, né le 12 mars 1982 à Chicago, en Illinois.

## Biographie
Il est principalement connu pour son rôle de Neal Schweiber dans la série télévisée Freaks and Geeks. Il est également apparu dans de nombreux épisodes d'autres séries telles que Veronica Mars, Spin City ou encore Boston Public.
Il tient son premier rôle au cinéma en 2001 dans le teen movie parodique Sex Academy.
Courant 2008, il est choisi par Quentin Tarantino pour figurer au casting de son Inglourious Basterds.

## Filmographie

### Cinéma
- 2001 : Sex Academy (Not Another Teen Movie) de Joel Gallen : Bruce
- 2002 : Following Tildy :
- 2003 : Sexe, Lycée et Vidéo (After School Special) de David M. Evans : Roger
- 2004 : Club Dread ded Jay Chandrasekhar: Dirk
- 2004 : Frenching : Marty
- 2006 : Life Is Short : Gene
- 2006 : Pulse de Jim Sonzero : Tim
- 2007 : Miss Campus (Sydney White) : Spanky
- 2009 : Made of Each Other : Mike
- 2009 : Inglourious Basterds : Pfc. Hirschsberg
- 2009 : I Love You, Beth Cooper : Le vendeur de superette
- 2010 : Ollie Klubershturf vs the Nazies : Dade Klubershturf
- 2010 : Held Up : Hector Stiffman
- 2010 : Sunday Punch : Charlie
- 2010 : Drones (en) : Clark
- 2012 : Columbus Circle de George Gallo : Un manager de banque
- 2013 : Miss Dial : le correspondant farceur
- 2015 : Vive les vacances (Vacation) de John Francis Daley et Jonathan M. Goldstein

### Télévision
- 1997 : On ne vit qu'une fois (One Life to Live) (série télévisée) : Hector
- 1999-2000 : Freaks and Geeks (série télévisée) : Neal Schweiber
- 2000 : Bette (série télévisée) : Robb
- 2000 : Ed (série télévisée) : Kevin Schwartz
- 2000 : Spin City (série télévisée) : Paul Lassister, jeune
- 2000 : Oui, chérie ! (Yes, Dear) (série télévisée) : Un manager
- 2000 : Freedom (série télévisée) : Zak
- 2001 : Voilà ! (Just Shoot Me!) (série télévisée) : Sid
- 2001 : The Steve Harvey Show (série télévisée) : Arthur Rabinowitz
- 2001 : Boston Public (série télévisée) : Manny
- 2001 : Les Années campus (Undeclared) (série télévisée) : Books
- 2002 : Homeward Bound de Joshua Brand (téléfilm) : Stewart Roth
- 2002 : Un père peut en cacher un autre (en) (Raising Dad) (série télévisée) : Adam Travers
- 2002 : Ce que j'aime chez toi (What I Like About You) (série télévisée) : Sheldon
- 2002 : Le Drew Carey Show (Modèle:Ma,g) (série télévisée) : Jake
- 2003 : The Mayor de James Widdoes (téléfilm) : Pecky
- 2003 : Phénomène Raven (That's So Raven) (série télévisée) : Marvin
- 2003 : '70s Show (That '70s Show) (série télévisée) : Lance Crawford
- 2003 : Regular Joe (série télévisée) : Sweaty
- 2004 : Johnny Bravo (série télévisée) : Klangor (Voix)
- 2004 : I'm with Her (série télévisée) : Rodney
- 2004 : Les Quintuplés (Quintuplets) (série télévisée) : Hugo
- 2004 : La Vie comme elle est (Life As We Know It) (série télévisée) : Bernard Sachs
- 2005 : Eve (série télévisée) : Ben
- 2005 : How I Met Your Mother (série télévisée) : Phil
- 2005-2006 : Une famille presque parfaite (Still Standing) (série télévisée) : Douglas
- 2006 : Earl (My Name Is Earl) (série télévisée) : Tom
- 2006 : Entourage (série télévisée) : Reggie
- 2006 : Veronica Mars (série télévisée) : Samuel Horshack
- 2006 : Les Griffin (Family Guy) (série télévisée) : Joey (Voix)
- 2007 : Derek and Simon: The Show (série télévisée) : Sam
- 2009 : Hank (série télévisée) : Brandon
- 2010 : Vamped Out (série télévisée) : Bill Goldborg
- 2010 et 2012 : NCIS : Enquêtes spéciales (NCIS: Naval Criminal Investigative Service) (série télévisée) : NCIS Agent Cashier Fred Seymour
- 2011 : 90210 (série télévisée) : Le modérateur
- 2011 : OB/GY Anne (téléfilm) : Ned Valentine Junior
- 2011 : Modern Family (série télévisée) : Josh
- 2012 : Breaking In (série télévisée) : Henry Shaw
- 2012 : La Diva du divan (Necessary Roughness) (série télévisée) : Josh Miller
- 2014 : Selfie (série télévisée) : Terrance
- 2014 : Person of interest (série télévisée) : Owen Matthews